# أندي مكاي
أندي مكاي (17 أبريل 1985 في نيوزيلندا - ) (بالإنجليزية: Andy McKay)‏ هو لاعب كريكت نيوزلندي. شارك مع منتخب نيوزيلندا الوطني للكريكت. أما مع النوادي، فقد لعب مع فريق أوكلاند للكريكت ‏ وWellington cricket team ‏.

## وصلات خارجية
- أندي مكاي على موقع إي آس بي آن كريك إنفو (الإنجليزية)